# Mario & Yoshi
Mario & Yoshi ist ein Puzzlespiel, welches 1991 und 1992 von Nintendo für das Nintendo Entertainment System (NES) und den Game Boy veröffentlicht wurde. In Japan erschien es Ende 1991 unter dem Titel Yoshi no Tamago (jap. ヨッシーのたまご etwa 'Yoshis Ei'), in den USA 1992 als Yoshi und Ende 1992 als Mario & Yoshi in Europa. Zwischen März und Juli 2007 wurde die NES-Version für die Virtual Console der Wii veröffentlicht.

## Spielprinzip
Unten am Bildschirm befindet sich Mario, der zwei Tabletts in der Hand hält. Von oben fallen verschiedene Vierecke mit Monstern darin herunter.
Es müssen immer zwei gleiche Monster zusammengebracht werden, damit diese sich auflösen.
Mit der A-Taste bewegt Mario seine Tabletts, sodass die Stapel möglichst unter dem gesuchten Monster stehen, wenn diese herunterfallen.
Manchmal fallen auch Eierschalen herunter. Dabei müssen je eine obere Hälfte und eine untere Hälfte, in der richtigen Reihenfolge wohlgemerkt, zusammengebracht werden und es entsteht ein kleiner Yoshi. Wenn sich zwischen den beiden Eierschalen Monster befinden, wird je nach Anzahl der Monster ein anderer Yoshi entstehen, wodurch man weitere Punkte erhält. So gibt es
- bei 0 Figuren einen Baby-Yoshi (50 Punkte),
- bei 1 bis 3 Figuren einen Yoshi (100 Punkte),
- bei 4 bis 5 Figuren einen Flügel-Yoshi (200 Punkte),
- bei 6 Figuren einen Sternen-Yoshi (500 Punkte).

## Wiederveröffentlichung
Am 1. September 2011 erschien Mario & Yoshi im Rahmen des sogenannten Botschafter-Programmes für den Nintendo 3DS, wo es durch den eShop heruntergeladen werden kann. Durch das Botschafter-Programm bietet Nintendo 3DS-Erstkäufern 20 Gratis-Spiele an, davon zehn für das NES und zehn für den Game Boy Advance, die Ende des Jahres verfügbar sein sollen. Damit reagierte Nintendo auf die starke Preissenkung des 3DS, die am 12. August erfolgte.

## Rezeption
Mario & Yoshi bekam gemischte Bewertungen.

“Yoshi is a unique puzzle game with charming qualities, but it won't hold your attention for very long.”

„[Mario &] Yoshi ist ein einzigartiges Puzzlespiel mit bezaubernden Qualitäten, das Ihre Aufmerksamkeit jedoch nicht lange fesseln wird.“

“While other contemporary designs like Tetris, Dr. Mario and Tetris Attack have become classics since their early '90s debuts, Yoshi has been left behind and forgotten. It's just not as fun.”

„Während andere zeitgenössische Designs wie Tetris, Dr. Mario und Tetris Attack seit ihrem Debüt in den frühen 90ern zu Klassikern geworden sind, wurde [Mario &] Yoshi zurückgelassen und vergessen. Es macht einfach nicht so viel Spaß.“

“If you are a huge fan of falling block puzzlers then you might get a brief kick out of playing Yoshi, but for others we would advise waiting for the cream of the crop such as Tetris Attack or Dr. Mario to join the Virtual Console’s library.”

„Wenn Sie ein großer Fan von Fallblock-Rätseln sind, wird Ihnen das Spielen von [Mario &] Yoshi vielleicht einen kurzen Spaß bereiten. Anderen empfehlen wir jedoch, darauf zu warten, bis die Besten der Besten wie Tetris Attack oder Dr. Mario in die Bibliothek der Virtual Console aufgenommen werden.“